# Folklore, légendes et mythes dans Dombey et Fils
Vous lisez un « bon article » labellisé en 2014.
Dombey et Fils, roman de Charles Dickens publié en 1848, emprunte beaucoup à la littérature populaire issue du folklore légendaire, des mélodrames contemporains et de la pantomime traditionnelle. Il reprend aussi certaines chansons à la mode, surtout des airs glorifiant le monde de la mer, et enfin, quoique plus sobrement, quelques contes de fées et mythes anciens, tels que ceux d'Argus ou du Cyclope.
Tous ces apports se trouvent dépouillés de leur aspect burlesque ou solennel, et enrichis d'une dimension morale et spirituelle, mais dans l'ensemble ils gardent leur schéma d'origine avec des personnages appelés à subir des épreuves et selon le cas, à en mourir ou y trouver matière à renaissance, ce qui correspond bien à la ligne directrice du roman qui impose le châtiment des méchants, la récompense discrète des bons et la rédemption du personnage principal, Mr Dombey, qui découvre après une longue période de glaciation du jugement et grâce aux tourments que le sort et surtout lui-même lui ont imposés, la révélation de son iniquité et la voie de la lumière.
Il n'en demeure pas moins que cet aspect du roman est le plus souvent ludique et permet à Dickens de puiser dans sa veine à la fois comique et satirique, comme en témoigne, par exemple, le riche bestiaire servant à décrire les personnages qui en sont la cible.

## Histoires populaires
Dickens a toujours été proche du peuple dont il était issu ; il fréquentait beaucoup la rue et connaissait tous les colporteurs, les vendeurs de ballades comme Silas Wegg, et n'hésitait pas à jouer, avec sa petite troupe théâtrale essentiellement composée des membres de sa famille et de quelques amis privilégiés, à mettre en scène les pantomimes, les saynètes jouées par les acteurs ambulants, voire les tours des clowns de passage dans les quartiers.

### Légende de Dick Whittington

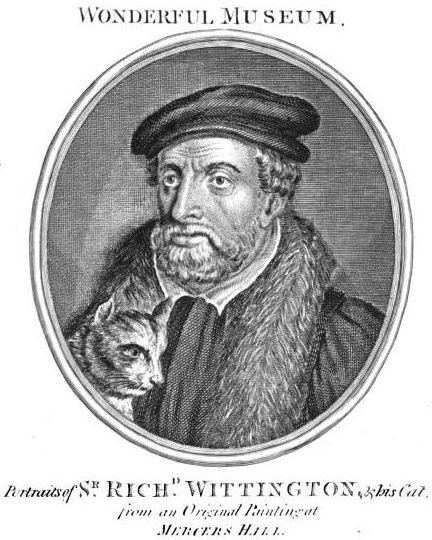
Richard Whittington and his Cat (The New Wonderful Museum, and Extraordinary Magazine, 1805).

Le personnage de Susan Nipper et surtout celui de Walter Gay sont inspirés de deux pièces contemporaines, Susan au regard noir de 1829, de Douglas Jerrold, et Dick Whittington et son chat, d'Albert Smith, le mythe et la légende de Dick Whittington, devenu lord-maire de Londres, datant du XVIIe siècle. Dick Whittington et son chat se jouait au moment où germait l'idée de Dombey et Fils. Albert Smith ajoute à la légende quelques personnages qu'on retrouve dans le roman, une farouche cuisinière rappelant Susan Nipper et un ambitieux hypocrite qui, comme Carker, s’assure la confiance de son patron, Mr Fitzwarren, pour mieux le dépouiller et éloigner un apprenti indésirable épris de la fille de la maison qu'il convoite.
Walter Gay apparaît comme « un contrepoint à Dick Whittington » ; si les allusions directes restent rares, elles se situent à des moments décisifs de son aventure. Tel son prototype, c'est un orphelin se frayant un chemin dans le monde des affaires avec optimisme, mais ne rencontrant que persécution et complot. Cependant, le roman s'écarte de la légende, le héros de Dickens prenant la mer et épousant Florence, alors que, chez Smith, c'est son chat que Dick envoie sur les flots tandis qu'il poursuit son existence d'éternel persécuté : seul encouragement, les cloches de l'église de Bow, égrenant la bonne nouvelle que le chat a fait fortune en débarrassant un royaume infesté de ses rats.
Dombey ressemble beaucoup à Fitzwarren, que son obsession mercantile conduit à négliger sa famille, et Florence tient de son ancêtre Alice qui, comme elle trouvant l'amitié auprès de Susan Nipper, cherche du réconfort chez l'acariâtre servante de la maisonnée. De plus, dans Dombey et Fils, Solomon Gills fait une brève allusion aux célèbres cloches de Bow, et même les rats reviennent « avec un rôle inversé », puisqu'ils fuient dès que sourd le danger, leur disparition scellant la chute de Dombey. Quant au chat, il ressurgit chez Carker sur lequel s'accumule l'imagerie féline.
Ainsi, comme l'a noté Dickens dans sa correspondance, les relations entre les principaux personnages, de même que l'imagerie qui les accompagne, relèvent de la légende de Dick Whittington que le théâtre populaire a modernisée, mais elles ont été enrichies de valeurs spirituelles.

### StéréotypeJolly Jack Tar

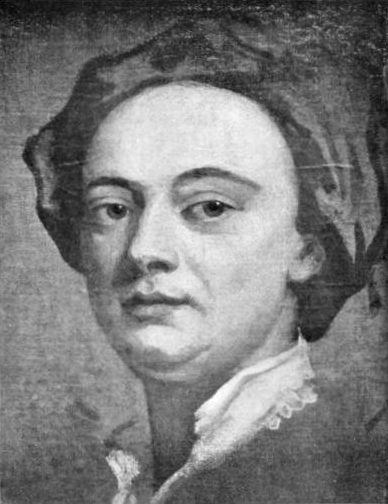
John Gay.

Jack Tar (Jacktar, Jack-tar ou encore Tar) a d'abord désigné les marins de la Marine marchande ou de la Marine royale, particulièrement pendant la période de l'Empire britannique, puis, a servi à identifier tous les gens de mer. Par extension, Jolly Jack Tar est une chanson de marins évoquant un jeune aspirant sûr de lui qui triomphe d'incroyables difficultés, épouse la fille de l'amiral et donne une fin glorieusement patriotique à sa rocambolesque aventure.
Dombey et Fils comprend nombre d'images nautiques surgissant du petit monde de « L'Aspirant de Bois », parmi lesquelles beaucoup concernent Walter Gay. La boutique de Solomon Gills est décrite comme un vaisseau insubmersible flottant sur les marées de la Cité et le petit salon du fond sert de cabine au commandant. Tel l'enseigne trônant au-dessus de la coursive d'entrée, Walter Gay, écrit Dickens, est « le plus ligneux des aspirants de bois ». Le nom « Gay », surtout associé comme adjectif à Susan Nipper dans les premiers chapitres, rappelle John Gay, l'auteur et aussi le populaire chant de marins qu'il a composé, « L'adieu du gentil William à Susan au regard noir » (1720) ; il évoque également un mélodrame de la même veine de Douglas Jerrold, alors exceptionnellement apprécié.
La ballade de Gay se présente sous la forme d'un duo dramatique entre William, généreux et loyal gabier de misaine, et Susan, l'innocente jeune fille qu'il laisse alors que le devoir l'appelle. S'y retrouvent nombre de clichés traditionnels du genre, l'opposition entre l'amour fidèle et la mer changeante, l'union entre la jeune demoiselle délicate et sensible et le marin bourru, et finalement, l'idée que l'amour triomphe de l'adversité. Le mélodrame de Jerrold, quant à lui, insiste plutôt sur l'humilité de la vie domestique de la petite fiancée et l'injuste rudesse de la discipline subie par le marin. La plupart des personnages mis en scène dans le mélodrame, tout comme les relations qu'ils entretiennent, se retrouvent dans le roman : tel le marchand Doggrass, Dombey réduit les rapports humains en parts de marché, chasse sa fille et accepte d'exiler le héros vers des terres lointaines ; tous deux finissent dans un gouffre de solitude. À sa différence, le roman fait sauver le marchand perdu par son enfant, et n'attribue le modeste succès de Walter qu'à ses seules vertus, le jeune couple qu'il forme avec Florence finissant, sur de fermes bases spirituelles, par remplacer le père déchu dans la Cité. D'autres traits, quoique souvent adaptés, rapprochent Dombey et Fils des stéréotypes du mélodrame nautique. Ainsi, Susan Nipper épouse Mr Toots qui évoque le Gnatbrain (« cerveau de moucheron ») de la fable ; Florence tient quelque peu de Dolly Mayflower (Dorothée Primevère), au nom fleuri et à l'humeur gaie. Quant à Walter Gay, il est entouré de son « équipage », Solomon Gills et le commandant Cuttle, rappelant par leur joyeuse spontanéité le chœur des marins de la tradition. D'ailleurs, l'incohérence enthousiaste de Cuttle y suffirait à elle seule par ses éruptions verbales extraites du Livre de la prière commune ou du répertoire de chants nautiques engrangé dans son fertile cerveau.

## Cliché théâtral reformulé en mythe

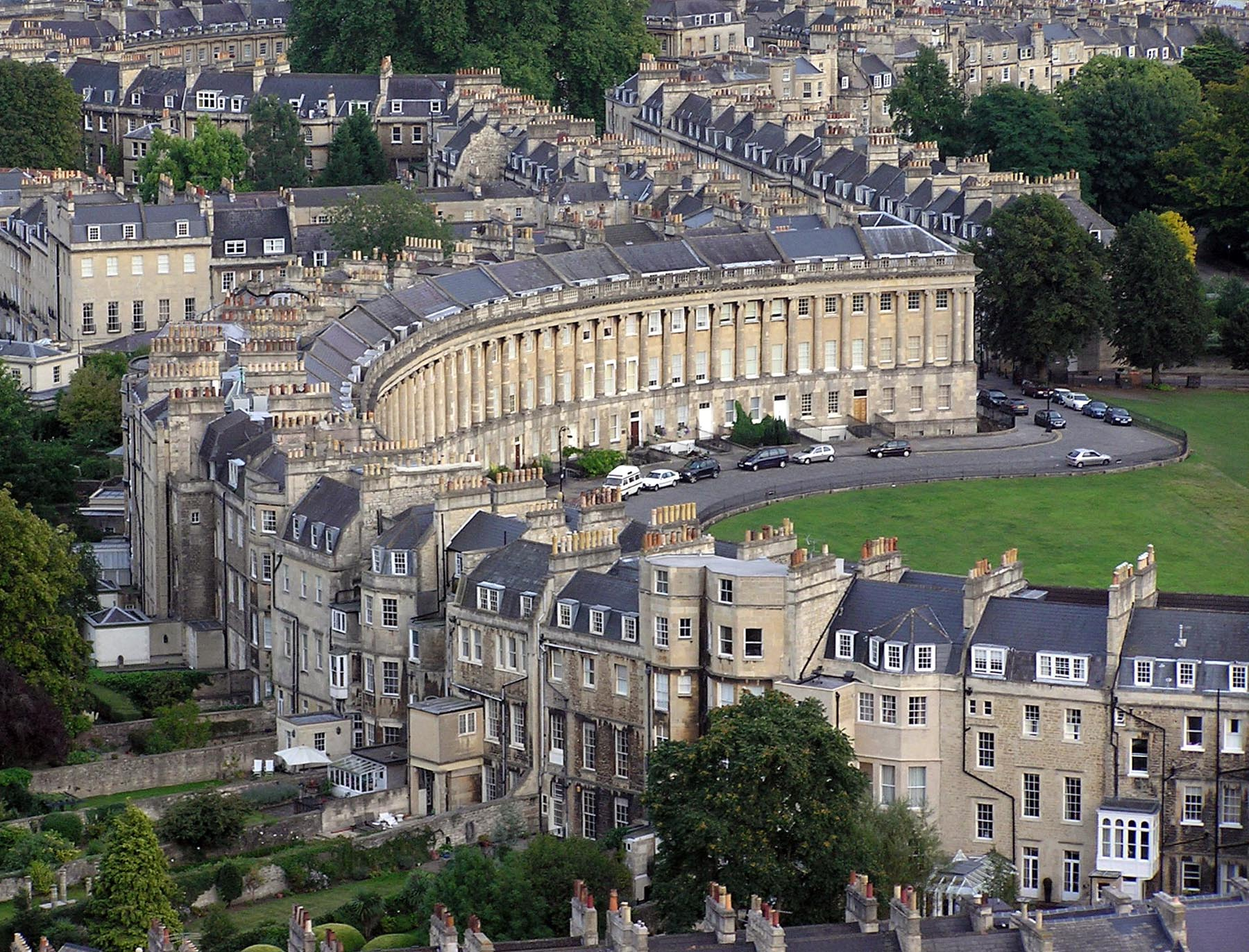
Le Royal Crescent à Bath.

Dans Dombey et Fils, Dickens exploite le contraste entre mer et terre-ferme, marin et terrien, humanité et matérialisme. Ainsi, au long des chapitres initiaux, la maison Dombey, rivée au sol mais dépendant commercialement des flots, s'oppose à son contraire, la boutique de Solomon Gills, tout entière tournée vers le large mais sise en plein milieu des turbulences marchandes ; métaphoriquement pourtant, la première, conquérante, regardant l'avenir, paraît invincible mais sombrera, alors que la seconde, fragile, obsolète, tournée vers le passé, sera le vaisseau insubmersible de l'esprit humain surnageant au-dessus des turpitudes de la vie mercantile. Les valeurs matérialistes restent à la merci de la chance et du changement, « ancrées » à la Cité ou à la province chic et à l'étranger à la mode, la ville d'eau de Leamington, la station balnéaire de Brighton, la villégiature de Bath, la dangereuse Paris ; en revanche, la solidarité humaine appartient à ceux que les instruments de navigation de la vie conduisent vers la prudence, l'humilité, l'altruisme, ou à ceux qui, jetés sur les récifs, reprennent pied dans un apparent désert matériel, en réalité une île du salut et de la bonté, où échouent Sol, Cuttle, Flo, Walter, Susan et Toots, et même, à la fin du parcours, Mr Dombey. Ainsi, à des degrés divers, la mer sert de toile de fond permanente au roman, avec ses connotations symboliques, ce qui incite John Hillis-Miller à écrire : « La mer de la mort […] est le symbole authentique d'une puissance non humaine dont les principales caractéristiques sont la réconciliation et la continuité, [.…] le symbole de ce royaume d'au-delà les terres où […] la réciprocité de l'amour devient possible ».
C'est pourquoi la mort de la première Mrs Dombey est décrite comme un naufrage, mais l'agonisante est reliée à l'espoir par « la lumière à laquelle elle s'agrippe », l'amour de sa fille Florence ; de même, le décès du Petit Paul à neuf ans est vu par Mr Dombey comme la perte de son vaisseau « Le Fils héritier », première amorce de la faillite finale ; pour d'autres personnages, c'est un voyage vers le rivage immortel sur un océan d'amour que le jeune garçon comprenait si bien, dont lui seul, avec peut-être le vieil excentrique de la plage de Brighton, connaissaient le langage ; Florence, elle aussi, entend un message semblable émanant des vagues lors de son voyage de noces, et même Sol Gills en arrive à la conclusion qu'« en vérité, les vaisseaux perdus [de ses instruments nautiques] sont revenus au port, et désormais lestés d'or, ».
Dans l'ensemble, presque tous les personnages entreprennent une sorte de voyage sur les flots, puis s'en reviennent au rivage, ce qui conduit à un formidable contraste : les matérialistes, Dombey, Carker, Alice Marwood, Edith Granger, y rencontrent invariablement le désastre, l'humiliation ou la mort ; les humanistes, eux, retrouvent avec la terre-ferme, une prospérité relative mais heureuse, car ils n'ont cessé de s'allier à d'authentiques forces morales. Ainsi, Dickens s'est servi du merveilleux de la légende nautique des contes ou de la teneur des mélodrames populaires et, alors qu'Albert Smith et Douglas Jerrold ne visaient qu'à en tirer des parodies burlesques, il en fait une parabole chargée de symbolisme et de signification mythique sans pour autant en altérer la substance de l'action.

## Contes de fées et mythes
John Forster parlait, à propos de Dombey et Fils d'un « rendu fantaisiste de la réalité », c'est-à-dire « imaginatif », comme le signifie l'adjectif « fanciful » qu'il emploie. De fait, certains critiques appellent les romans de Dickens des contes de fées réalistes. Foster a aussi noté, il est vrai à propos des contes de Noël de son ami, que « personne n'éprouvait plus intense affection que [lui] pour les comptines et les contes, et qu'il ressentait une secrète délectation à penser qu'il leur conférait par son art un plus noble statut ».

### Contes de fées

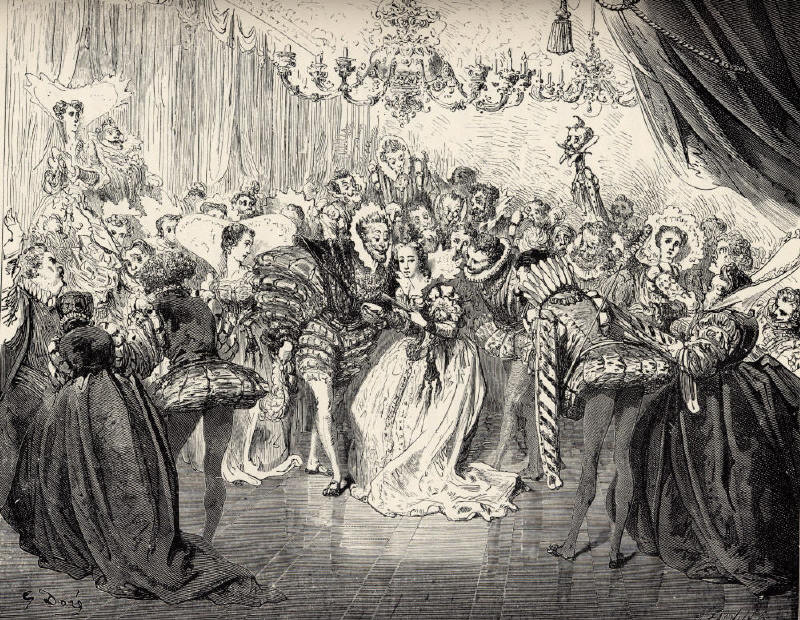
Cendrillon, par Gustave Doré, 1897.

Dickens s’appuie essentiellement sur une culture populaire, contes, ballades, chansons. Dans L'Arbre de Noël, récit autobiographique que Simon Callow trouve « presque proustien », il écrit « Le Petit Chaperon rouge a été mon premier amour. Je sens que, si j'avais pu l'épouser, j'aurais connu le parfait bonheur ». Cet aveu intéresse Bruno Bettelheim qui, dans Psychanalyse des contes de fées, commente : « Même après avoir atteint une célébrité mondiale, Dickens a reconnu l'influence décisive sur lui-même et son génie créateur des êtres et événements relevant du merveilleux des contes de fées […] Il comprenait que leur imagerie aide l'enfant mieux que tout […] à parvenir à une conscience plus mûre, le rendant apte à mettre de l'ordre dans le chaos des pressions exercées par son inconscient ».

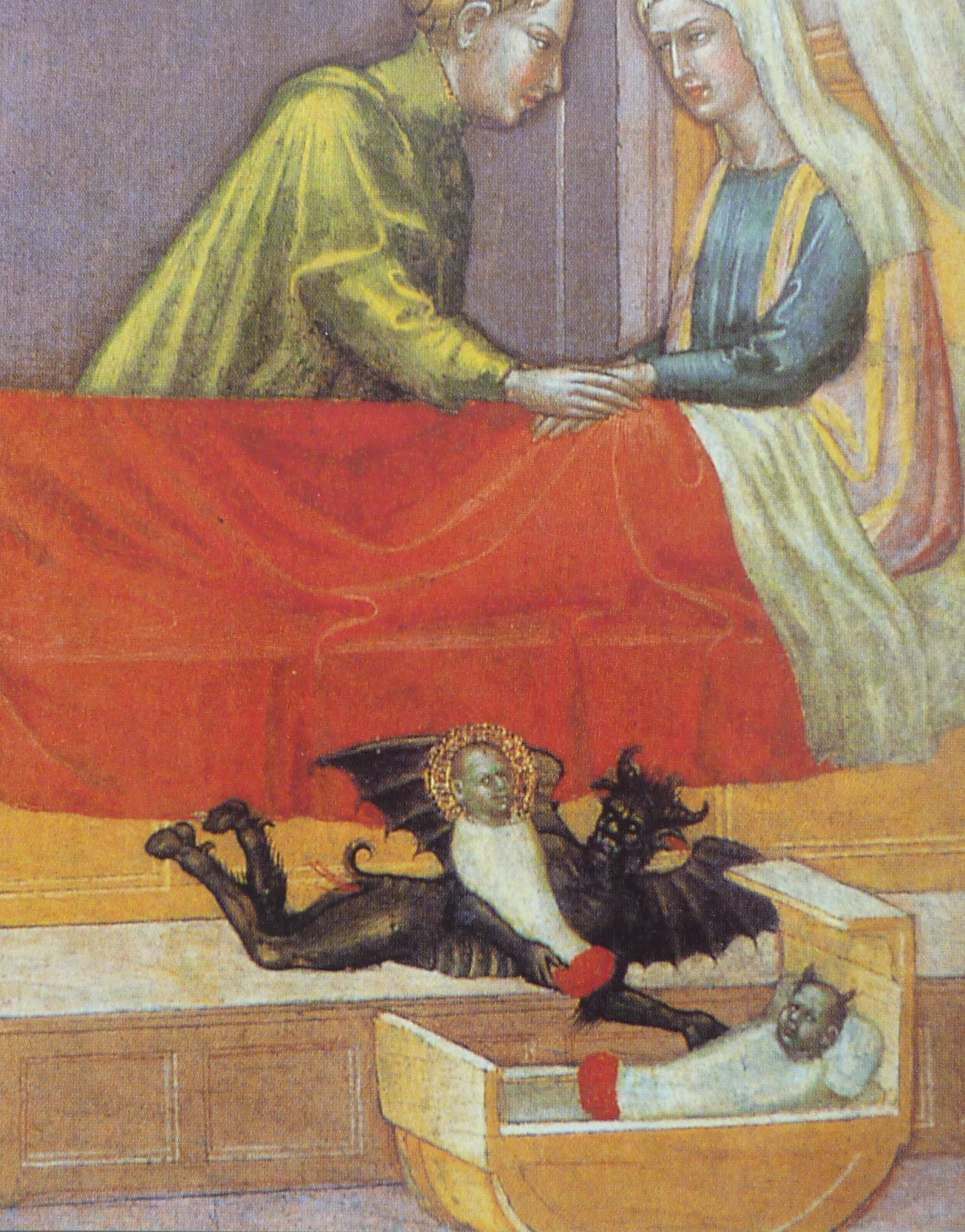
Le diable vole un nourrisson et laisse un changelin, Martino di Bartolomeo, Scènes de la légende de Saint Étienne, détail, XVe siècle.

Florence, comme précédemment mentionnée, apparaît telle une Cendrillon enfermée dans le château de son inflexible père et, selon Bruno Bettelheim, la dernière partie du roman évoquerait, certes à mots voilés, la célèbre pantoufle du conte, dans la description, au chapitre 57, « leur matinée nuptiale ». Florence et Walter se rendent à l'église à pied, prenant d'abord les rues « les plus tranquilles », et le narrateur rend compte de leur bonheur en ces termes : « Pas même lors de l'antique promenade enfantine se trouvaient-ils plus loin du monde alentour. Les pieds des enfants d'autrefois ne foulaient pas un sol aussi merveilleux que celui qu'ils foulent aujourd'hui ». Bruno Bettelheim décèle ici, par l'évocation des pas et des pieds, un écho qu'il juge révélateur, même si ses conclusions psychanalytiques restent plus sujettes à caution.
Quoi qu'il en soit, nombre de lieux et de personnages appartiennent souvent aux archétypes féeriques des contes. Ainsi Mrs Pipchin vit dans un « château d'ogresse », aux odeurs de terre moisie, avec des insectes rampants, chevelus ou hérissés de piques, où le monde végétal s'anime de protubérances dont on ne sait si elles sont tiges ou araignées ; la propriétaire des lieux, toujours vêtue de noir, possède elle-même un aspect thériomorphe, « coassant » comme un crapaud et les yeux perçants comme ceux du serpent,. « La Bonne Mrs Brown », laide et, comme Mrs Pipchin, « toute noire », les bras couverts de peaux, apparaît en sorcière marmonnant des abracadabras incompréhensibles au milieu d'un amas de guenilles, d'os et de cendres, alors que, tapie dans l'ombre comme une tigresse, les yeux cerclés de feu, ses doigts crochus se crispent avant qu'elle ne bondisse, s'agrippe et tire sa proie (Florence) par les cheveux.
La demeure de Mr Dombey, elle, emprisonne une Belle-au bois-dormant tout éveillée, plongée dans une hypostase temporelle, sans espoir qu'un Prince-Charmant ne vienne un jour l'en libérer ; pour décrire l'endroit, le narrateur utilise la litote lui déniant tout rapport avec le merveilleux, façon habile de le rappeler : « […] Nulle demeure magique issue d'une histoire merveilleuse » ou « Il n'y avait pas les deux dragons comme sentinelles […] comme souvent dans les légendes, postés-là pour surveiller l'innocence emprisonnée, ».
Enfin, bien loin des interprétations traditionnelles faisant de ce personnage une sorte de prophète prématuré, le Petit Paul s'est vu parfois considéré comme un changeling,,, c'est-à-dire un nourrisson ou jeune enfant laissé par les fées. Ainsi, Anne Chassagnol le décrit comme un être mal formé, avec un retard mental et des séquelles de maladies graves, des désordres psychiques inexpliqués, preuves qu'il est une victime, selon l'imaginaire victorien, d'une fée maléfique. Elle rappelle qu'il aura fallu attendre 1866 pour qu'un psychiatre, John Langdon Down, démontre scientifiquement l'origine de ces maux.

### Archétypes et mythes

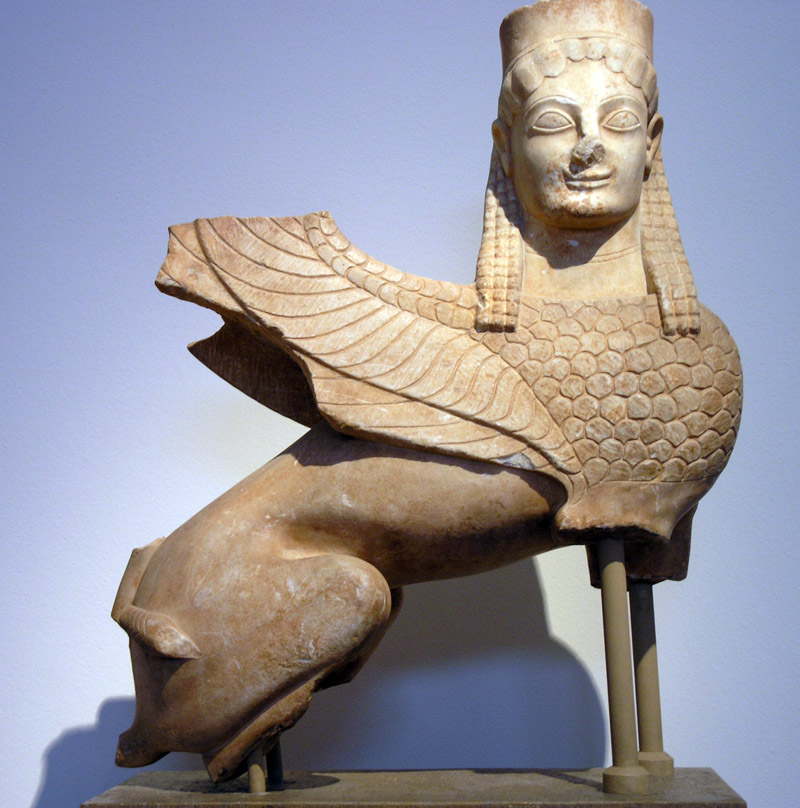
Sphinx funéraire archaïque, vers 570 av. J.-C., Musée national archéologique d'Athènes
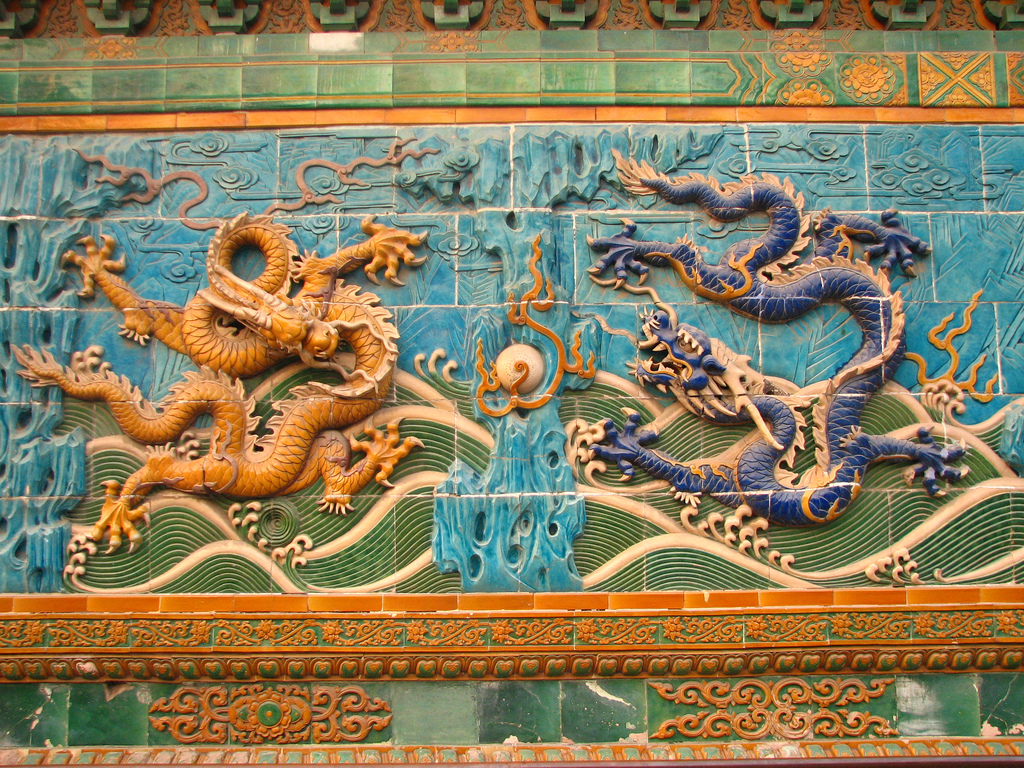
Bas relief peint de dragons impériaux à Pékin.
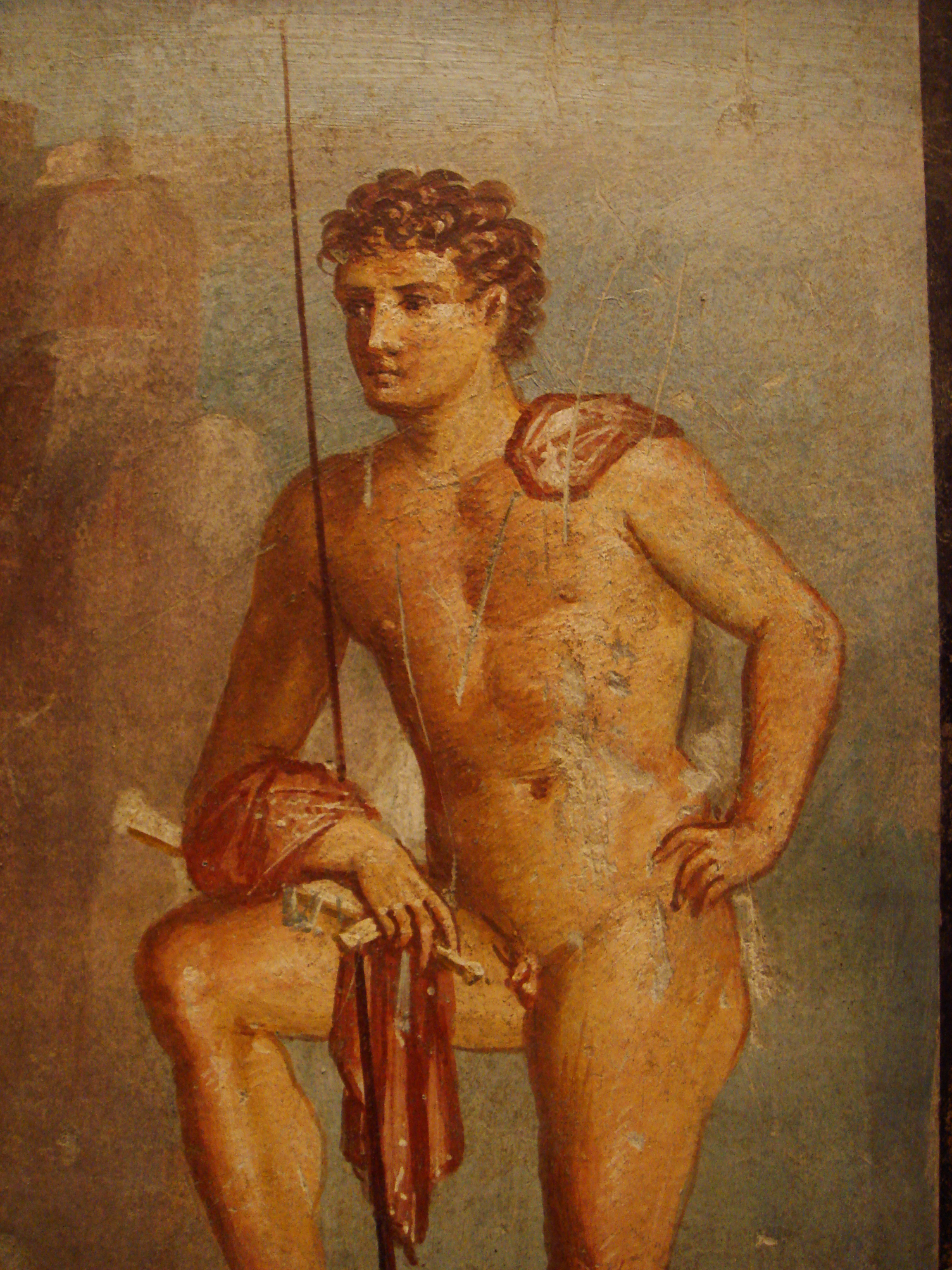
L'Argus de Pompéi.
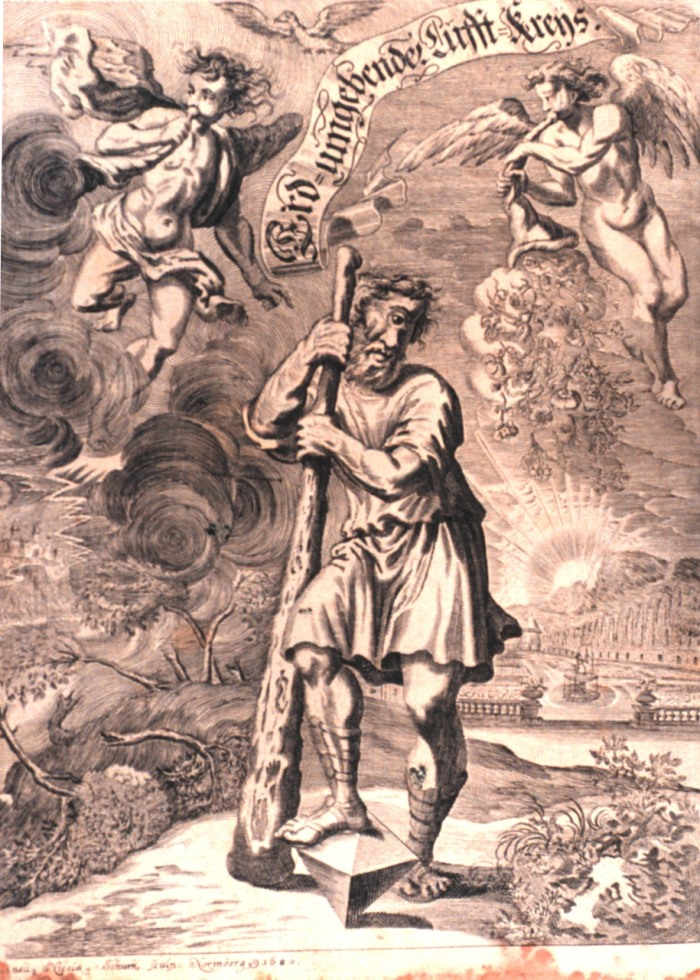
Cyclope, illustration de 1680.
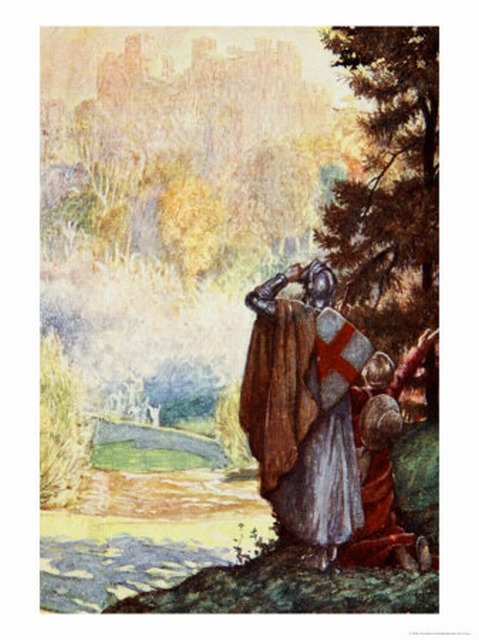
Le Voyage du pèlerin, par Byam Shaw.

Lucien Pothet explique que « La continuité mythe-légende-épopée-littérature moderne a été maintes et maintes fois mise en lumière […] Rappelons simplement que les archétypes mythiques servirent d'une certaine manière dans les grands romans modernes. Les épreuves que doit vaincre un personnage de roman ont leur modèle dans les aventures du Héros mythique. Laïcisés, dégradés, camouflés, ces mythes et ces images mythiques se rencontrent partout : il n'est que de les reconnaître ».
De fait, Dombey et Fils présente nombre d'allusions aux archétypes et aux mythes, mais rarement de façon directe, car l'imagination dickensienne les remodèle avant de les intégrer dans l'ordonnance du roman. C'est ainsi que la plupart des personnages importants se voient associés de façon symbiotique aux forces élémentaires et cosmiques.
Le cas le plus évident est celui du Petit Paul parlant aux vagues et comprenant leur langage ; Florence, elle aussi, rappelle l'eau, ne serait-ce, comme le souligne Julian Moynahan, que par « l'abondance de ses larmes ». Le chapitre décrivant la conversion de Mr Dombey explique qu'« enfin, [il] mesure l'importance de l'élément liquide, la mer, la rivière et les larmes, et cette prise de conscience équivaut à une reddition sans conditions ». Car, jusqu'ici, il s'est vu associé à la pierre, comme Mrs Pipchin, une femme de craie et de silex, ce qui en a fait une figure chthonienne, presque souterraine, vivant là où faute de lumière, tout s'étiole et se meurt, d'où les fréquentes allusions à la fange et la moisissure de sa maison.
Dickens fait un ample usage de la pathetic fallacy pour rappeler les nombreuses correspondances reliant l'homme et le cosmos : Dombey et Fils se passe, sauf à sa fin, comme en un mois de novembre permanent, froid, humide, gris et poussiéreux, avec l'obscurité menaçant au-dessus des choses et des êtres avant de fondre sur eux : l'aube devient « frissonnante », la pluie « mélancolique », les gouttes « fatiguées », le vent « paresse et gémit de douleur et de chagrin », tandis que les arbres « grelottent d'effroi », et, chez Dombey, lustres et chandeliers versent chacun une « larme monstrueuse ».
En retour, les êtres deviennent des animaux, si bien que, comme l'a étudié Michael G. Gilmour,, le bestiaire du roman dépasse la simple ironie comique ; d'ailleurs, il emprunte beaucoup à la mythologie antique ou à la Bible : ainsi Blimber devient un sphynx indéchiffrable et dur comme la pierre du lion égyptien ; Carker, quant à lui, sait se faire chat, tour à tour patte de velours ou toutes griffes dehors, ou bien prendre des allures de loup, voire de requin ou de reptile ; Good Mrs Brownse se meut et pince comme un crabe, ne le cédant en rien à Major Bagstock qui arbore des yeux de homard ; Mr Perch, est doté d'un nom de poisson vorace, mais c'est lui qui se fait « hameçonner », alors que Mr Toots reste un « poulet d'élevage » ; Florence, prisonnière et blessée, devient un oiseau en cage aux ailes brisées et sa pureté préservée l'assimile à une tourterelle, tandis que son père devient un oiseau de proie et que ses gardiens ont des airs de bêtes sauvages. Il n'est jusqu'au chemin de fer qui, comparé à un dragon, cet archétype de l'obstacle que doit vaincre le héros, devient un symbole thériomorphe crachant le feu, vomissant des vapeurs noires, les yeux rouges luisant dans la nuit.
Il existe aussi des allusions à Argus, et au Cyclope,. Le roman contient maintes allusions aux yeux perçants et inquisiteurs des personnages maléfiques : ceux de Carker, parfois acérés comme des dents, dessèchent d'un coup ennemis ou rivaux et émettent conjointement le feu et la lumière ; ceux de Mrs Brown lancent des éclairs dessinant des motifs striant l'obscurité de son antre. Quant au Cyclope, avec son œil rond, il représente l'espion, Carker à nouveau, paralysant de loin le commandant Cuttle, ou Mr Dombey lui-même caché derrière une porte pour surprendre ce que marmonne la vieille Mrs Brown.
Dernier mythe structurant le schéma du roman, celui de l'épreuve et de la renaissance, objectivé par le voyage de Walter, avec ses tribulations nautiques rappelant celles, terrestres, du pèlerin de John Bunyan (1678), et aussi le périple moral de Mr Dombey qui, victime de son orgueil, subit la mort de son fils, les avanies d'un mariage sans amour, la banqueroute, une maladie d'une année, puis renaît en homme nouveau, enfin lucide sur lui-même et désormais conscient de sa négligence criminelle. C'est-là un schéma hérité de bien des romans du siècle précédent, Robinson Crusoe de Daniel Defoe (1719), par exemple, dont le héros, ignorant les signaux de la Providence (tempêtes, débris, etc.), fait naufrage, sombre dans le désespoir, connaît la maladie et les fièvres, puis, après avoir lu par hasard un passage de la Bible rappelant sa situation, revient peu à peu à la vie et retrouve santé physique et élan spirituel. Certaines autobiographies spirituelles du XIXe siècle rappellent également ce pèlerinage intérieur, par exemple, celles, semi-fictonnelles, de William Hale White, dont les titres suffisent à exprimer la progression, l’Autobiographie de Mark Rutherford, puis La Délivrance de Mark Rutherford,,.